# 七元徳

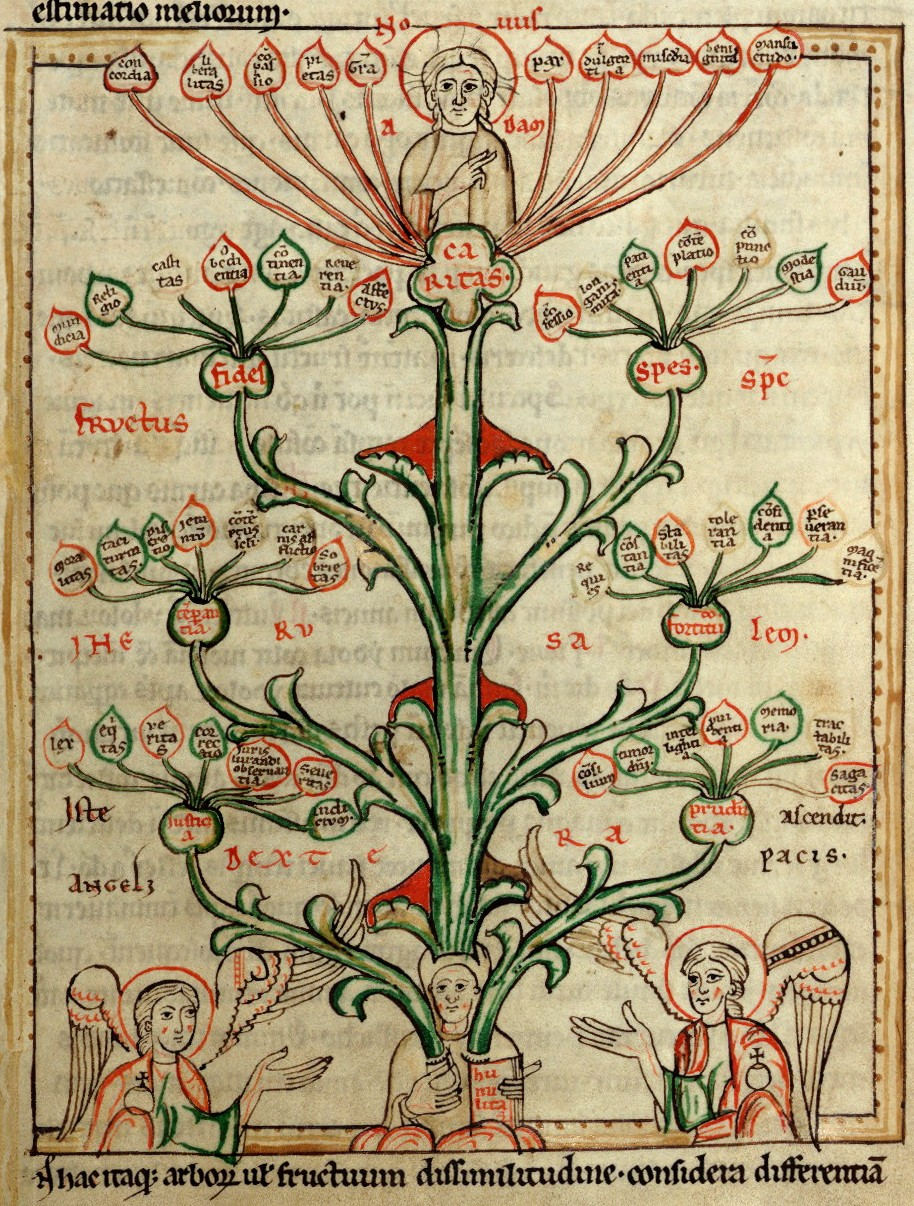
美徳の木（13世紀ドイツ）

七元徳（しちげんとく）とは、カトリック教会の教義における7つの基本的な徳をいう。カトリックの「七つの美徳」（ななつのびとく）とも呼ばれる。
古代ギリシアの知恵、勇気、節制、正義の4つの枢要徳に、『新約聖書』のパウロの手紙に見られる信仰、希望、愛の3つの徳を加えたものである。
カテキズムにおいては、徳を人間的徳と対神徳に分け、4つの枢要徳を人間的徳の中心的な役割を果たすもの、信仰・希望・愛の3つを対神徳とする。

## 歴史
4つの枢要徳については、プラトンやアリストテレスの著作に見える。
3つの対神徳は、『新約聖書』のコリントの信徒への手紙一 13:13 に見える。
プルデンティウスによって西暦400年ごろに書かれた寓意的なラテン語叙事詩『プシュコマキア』（魂の闘い）は7つの美徳が7つの悪徳を倒す物語である。その7つの内容は現在の七元徳や七つの大罪とは多少異なっているが、美徳が7つあるという概念はこの書によって一般的になった。
七つの大罪に相対する存在として、憤怒→寛容、嫉妬→慈愛、強欲→分別、傲慢→忠義、暴食→節制、色欲→純潔、怠惰→勤勉、とする説もある。
トマス・アクィナス『神学大全』の第二部・第1部の問61で枢要徳について、問62で対神徳について取りあげている。また第2部では7つの徳のそれぞれを取りあげている。

## 美術
七元徳を題材とする美術作品（絵画、彫像など）は数多く存在する。それぞれの徳は多く女性または天使として図像化される。
ブリューゲルの版画作品は特によく知られる。